# Aride (Seychelles)
Pour les articles homonymes, voir Silhouette.
Aride est une île appartenant aux îles Intérieures de l'archipel des Seychelles, située à dix kilomètres au nord de Praslin. 
C'est l'île granitique la plus septentrionale des Seychelles. Elle a une superficie de 68 hectares et ne compte que six habitants, qui vivent dans de petites maisons situées sur la côte sud de l'île. 

## Histoire

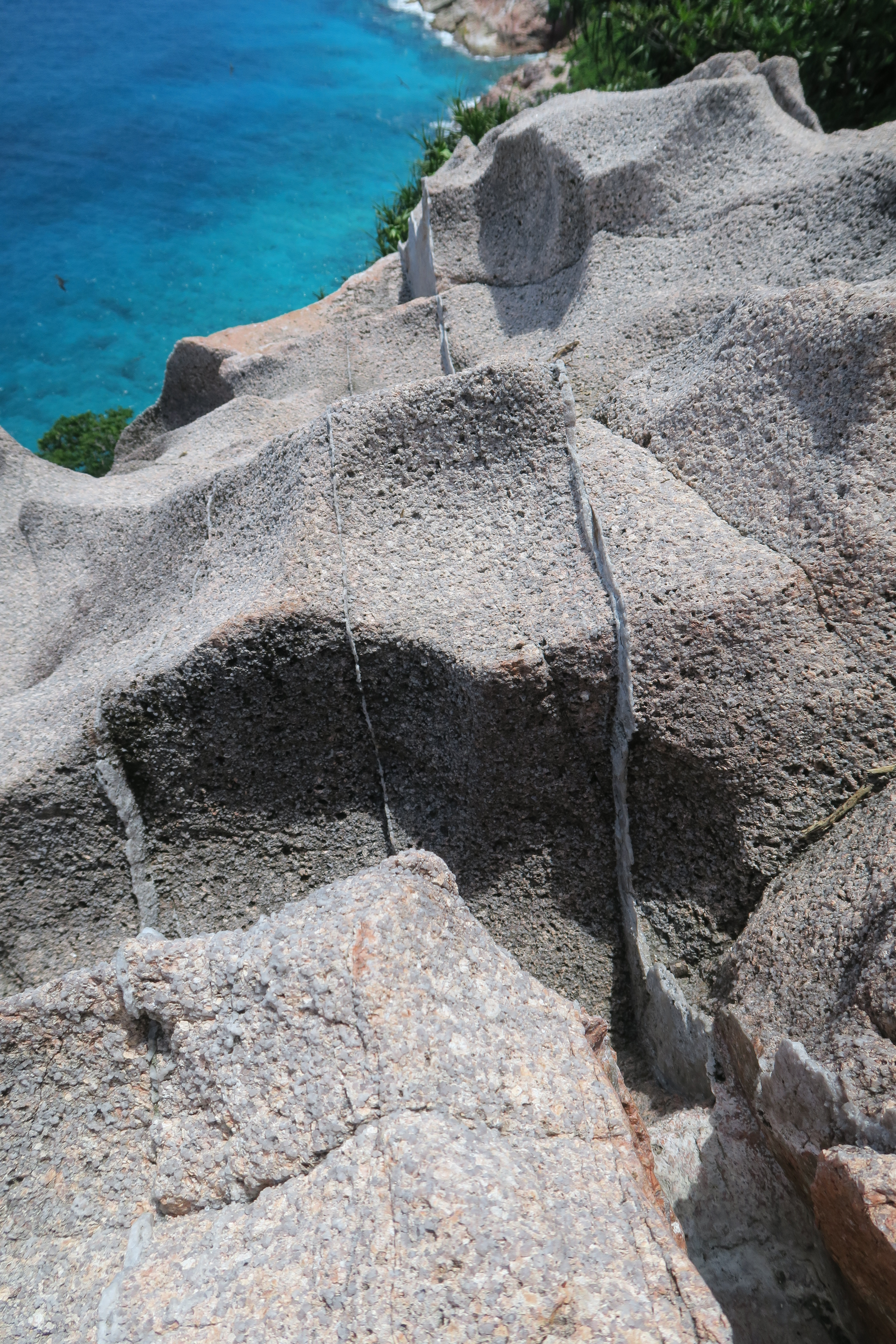
Rocher granitique de la falaise du Gros la Tête – Ile Aride

Aride  a été baptisée ainsi, en 1768, par Marion Dufresne, sans doute parce qu'il n'y a pas trouvé de source d'eau. L'île est visitée, en 1868, par le botaniste et zoologiste Edward Percival Wright, en l'honneur duquel le scinque local (Trachylepis wrightii ), une espèce de saurien en voie de disparition, et le gardénia unique (Rothmannia annae), qui ne pousse qu'ici, furent nommés. Aride a d'abord été privée avant que l'industriel Christopher Cadbury l' achète  pour le compte de la Royal Society for the Protection of Nature.

## Biodiversité
L'île constitue la réserve spéciale de l'île Aride et est gérée par l'organisation non gouvernementale seychelloise Island Conservation Society.
On trouve la plus grande population de canards colverts rosés et de frégates des Seychelles, et le plus grand nombre de pétrels à bec fin au monde, ainsi que des pigeons bleus (Alectroenas pulcherrimus) et des sunbirds des Seychelles (en)(Cinnyris dussumieri).
De très nombreux oiseaux marins y nichent, notamment les plus importantes colonies au monde de noddis marianne et de puffins d'Audubon, et la plus importante population des Seychelles de sternes de Dougall. 
On y trouve également de nombreuses espèces de reptiles (tortues vertes et imbriquées, geckos, lézards...).
La réserve a été classée zone importante pour la conservation des oiseaux.

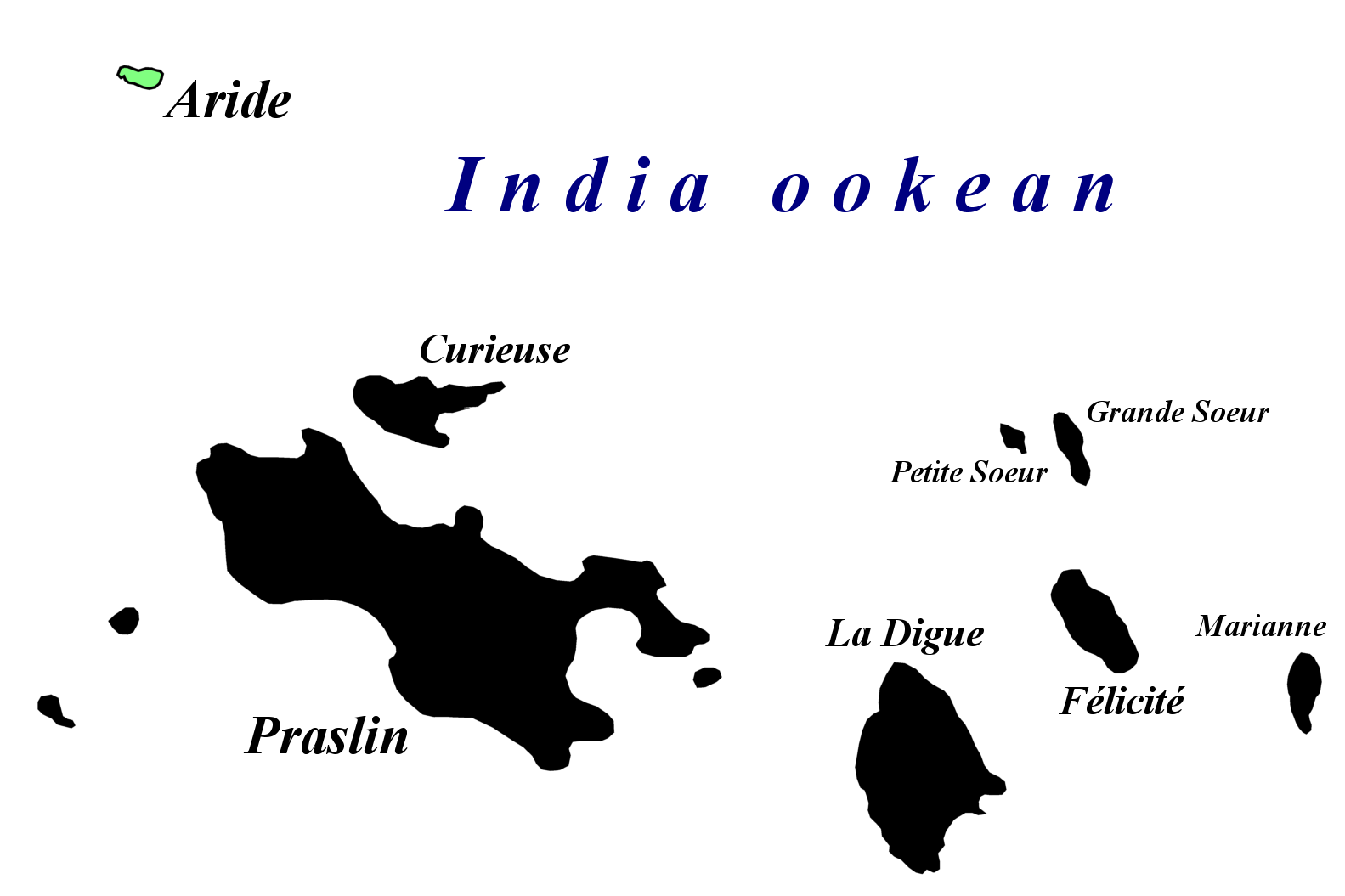
Situation de l'île Aride (en vert)